# Cabana dels Estanys
La Cabana dels Estanys è un bivacco alpino che si trova nella Parrocchia di Escaldes-Engordany a 2.435 m d'altezza.